# Edifício Ramos de Azevedo
Edifício Ramos de Azevedo, atualmente hospedando o Arquivo Histórico Municipal Washington Luís.
O Edifício Ramos de Azevedo é um dos vários projetos do eminente arquiteto paulista Ramos de Azevedo, localizado à Praça Coronel Fernando Prestes, 152. O prédio foi construído originalmente a fim de abrigar a Escola Politécnica, então ampliando suas atividades. Apesar de projetado no ano de 1907, o edifício foi inaugurado apenas em 1920. Atualmente o edifício integra o conjunto de edificações que sediam o Arquivo Histórico de São Paulo, no Bom Retiro.